# Albert de Sicília
|  | Per a altres significats, vegeu «Sant Albert». |

Albert de Sicília, també anomenat Albert de Tràpena (Trapani segle xiii – Messina, 7 d'agost del 1307), és un sant carmelita a qui l'Església honora com a confessor, i va ésser un dels teòlegs més importants del seu temps.

## Biografia
Va néixer a Trapani, ciutat de l'illa de Sicília, en ple segle xiii. Els seus pares es deien Benedetto Abate i Giovanna Palizzi i eren persones riques i de sang il·lustre que havien estat casats durant vint-i-sis anys sense tenir descendència. Veient perillar la continuació del seu llinatge haurien pres per mitjancera la verge Maria a qui prometeren consagrar al seu servei i glòria el primer fill que els donés.
Així Albert, de molt jove i acomplint amb la prometença dels seus pares, va ingressar en el monestir del Carme que hi ha prop de Trapani, on aviat començà a mostrar les virtuts que més tard n'acreditarien la santedat a ulls de l'Església: s'entregava a severs dejunis i penitències, portava un aspre cilici, es mortificava jaient nu sobre unes estores, vestia roba aspre, mai no bevia vi i sobresortia dels seus veïns per la pobresa i la humilitat.
Al llarg de la seva vida hauria convertit un gran nombre de jueus a la religió catòlica i li foren atribuïdes gran nombre de curacions miraculoses. Quan Robert, duc de Calàbria, assetjà la ciutat de Messina on Albert s'estava, els seus habitants, que es morien de fam, acudiren al sant demanant-li que intercedís per ells davant de Déu perquè els ajudés a resistir el setge. Així ho va fer Albert en la celebració d'una missa i als pocs moments tres galeres plenes de provisions haurien trencat el bloqueig.
El 1296 fou nomenat Provincial de l'Orde Carmelita de Sicilia. Morí el dia 7 d'agost de 1307 a la ciutat de Messina. En les seves exèquies hom li oferí la Missa de confessors i no la de Rèquiem com pretenia en un principi la classe alta de la ciutat, ja que la miraculosa intervenció de dos àngels que entonaven l'introit "Os iusti meditabur sapientiam", que és de la Missa de confessors, mogué els fidels a entendre que aquella era la voluntat de Déu.

## Veneració
El 15 d'octubre de 1457 el Papa Calixt III n'aprovà el culte al beat Albert i a primers de juny de 1476 el Sant Pare Sixt IV va expedir una butlla canonitzant el beat carmelità per la gran veneració que se li dedicava arreu.
El seu cos reposa a l'església de Santa Maria de Messina, ciutat de la qual és també el patró.

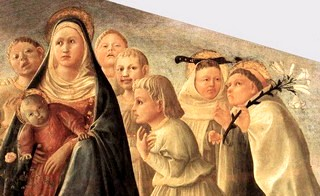
Sant Albert, amb un lliri, la Mare de Déu i, amb un ganivet, Sant Àngel de Jerusalem; Madonna Trivulzio de Filippino Lippi (Milà, Castello Sforzesco)
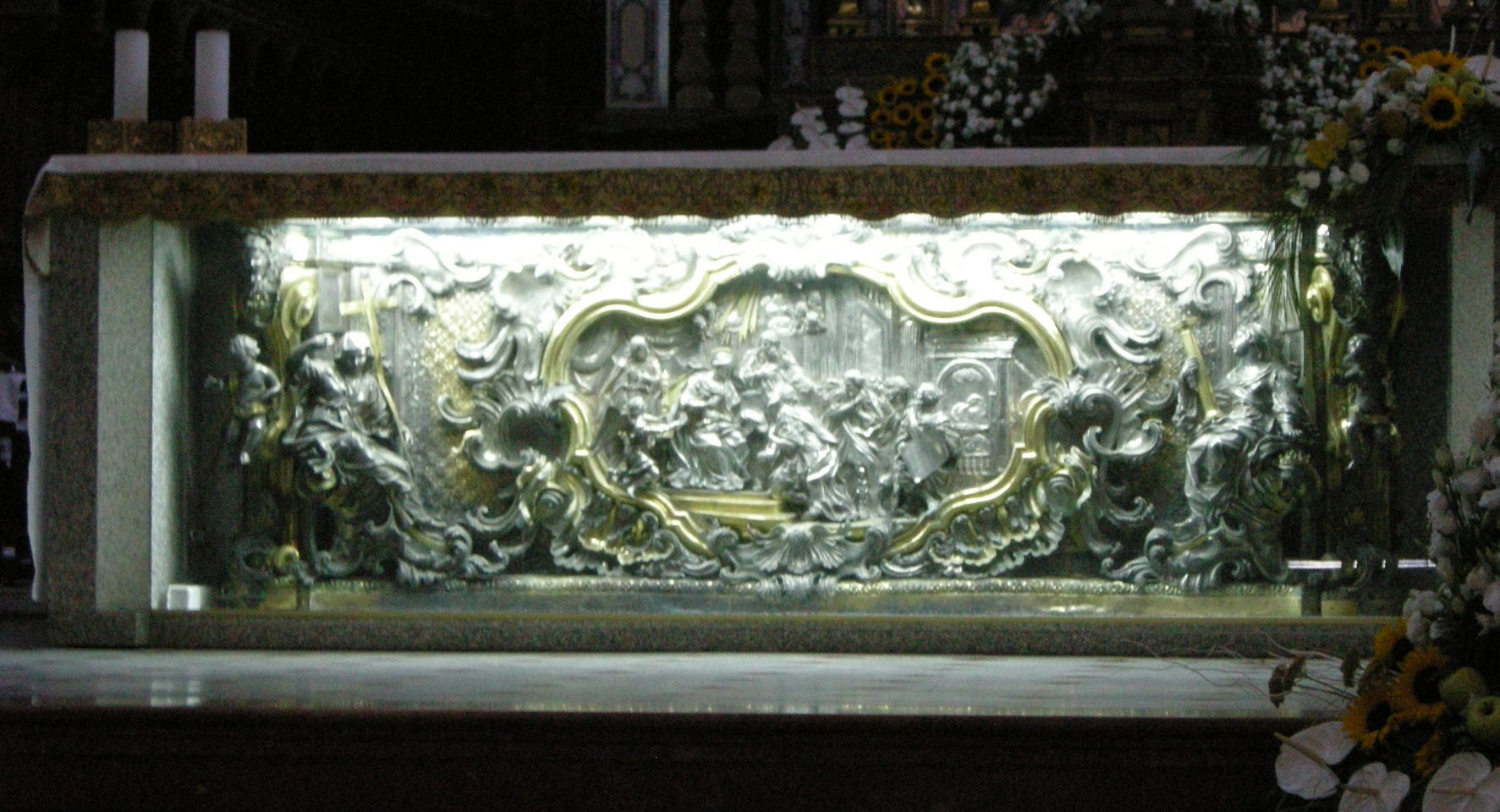
Sepulcre de Sant Albert, a la Catedral de Messina
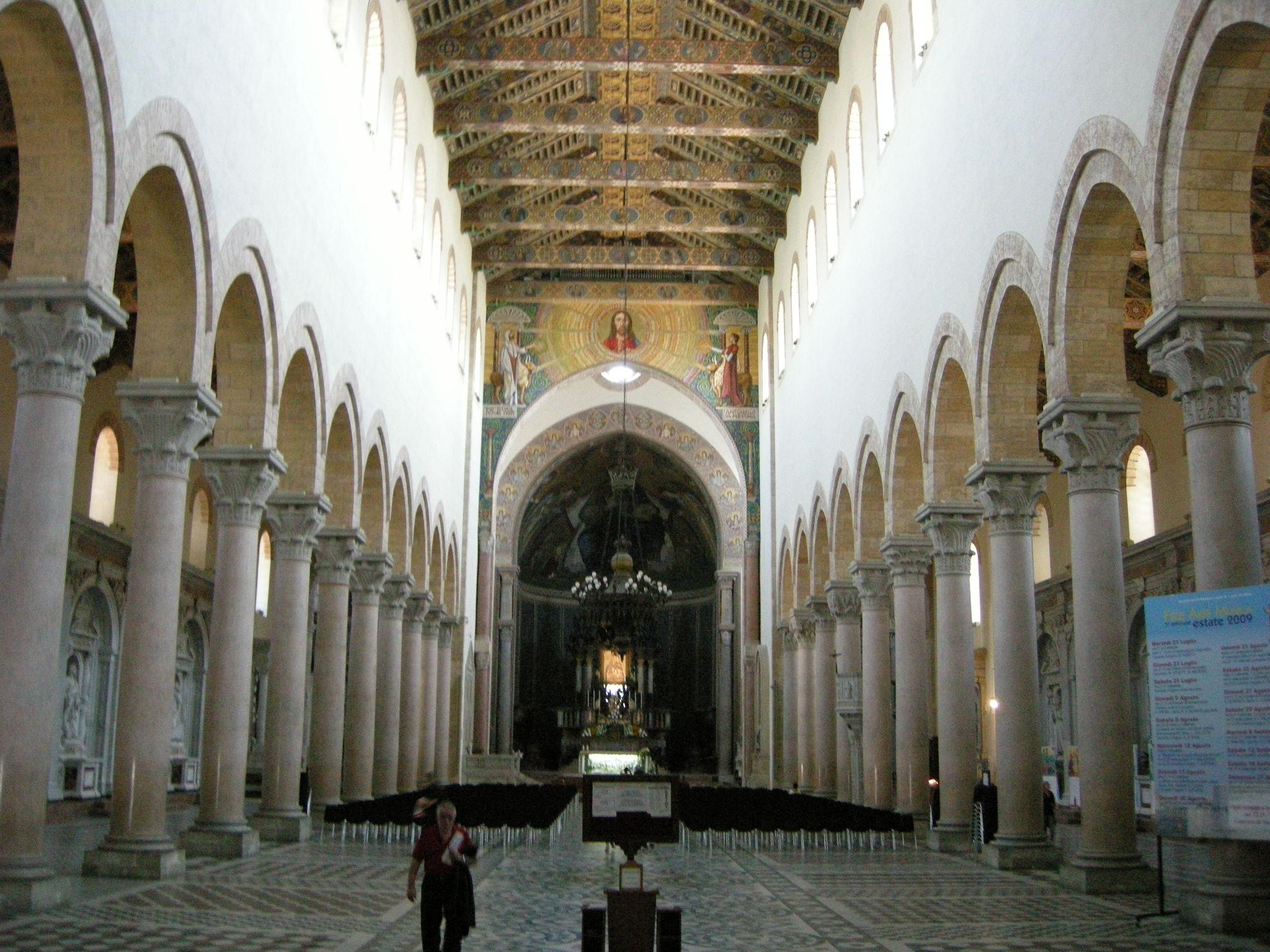
Interior de la Catedral de Messina